# Marco Atílio Régulo (cônsul em 294 a.C.)
Marco Atílio Régulo (em latim: Marcus Atilius Regulus) foi um político da gente Atília da República Romana, eleito cônsul em 294 a.C. com Lúcio Postúmio Megelo. Foi o segundo de sua gente a chegar ao consulado, depois de seu pai, Marco Atílio Régulo Caleno, cônsul em 335 a.C.. Mas ele é conhecido principalmente por ter sido o pai do homônimo Marco Atílio Régulo, o infame cônsul em 267 a.C. e cônsul sufecto em 256 a.C., durante a Primeira Guerra Púnica. É provável que também tenha sido o pai de Caio Atílio Régulo Serrano, que ocupou o consulado em 257 e 250 a.C.. Ao menos dois dos seus netos também foram cônsules, os filhos de Marco Atílio, Marco Atílio Régulo, em 227 a.C., e Caio Atílio Régulo, em 225 a.C.. 
Aulo Atílio Calatino, cônsul em 258 e 254 a.C., era seu descendente pela linha patrilineal e neto de Quinto Fábio Máximo Ruliano pela parte da mãe.

## Consulado (294 a.C.)
Os acontecimentos do seu consulado foram relatados de maneira muito diferente pelos analistas. Segundo as fontes consultadas por Lívio, Régulo foi derrotado, com grandes perdas, perto de Lucéria, porém, no dia seguinte, obteve uma brilhante vitória sobre os samnitas, forçando 7 200 a desfilarem sobre a canga, a suprema humilhação. Lívio afirma que a Régulo foi recusado um triunfo romano, o que contradiz os Fastos Triunfais, onde aparece que triunfou "de volsonibus samnitibus". Estes "volsonibus" não aparecem em nenhum outro lugar. Niebuhr conjetura que talvez fossem os "volsentes" que aparecem junto com os hirpinos e lucanos ou até mesmo os volsínios.